# 本维夫雷
本维夫雷（西班牙語：Bembibre），是西班牙卡斯蒂利亚-莱昂莱昂省的一个市镇。 总面积63平方公里，2001年普查人口總數為10148人，人口密度為每平方公里161人。